# 가미오칸데

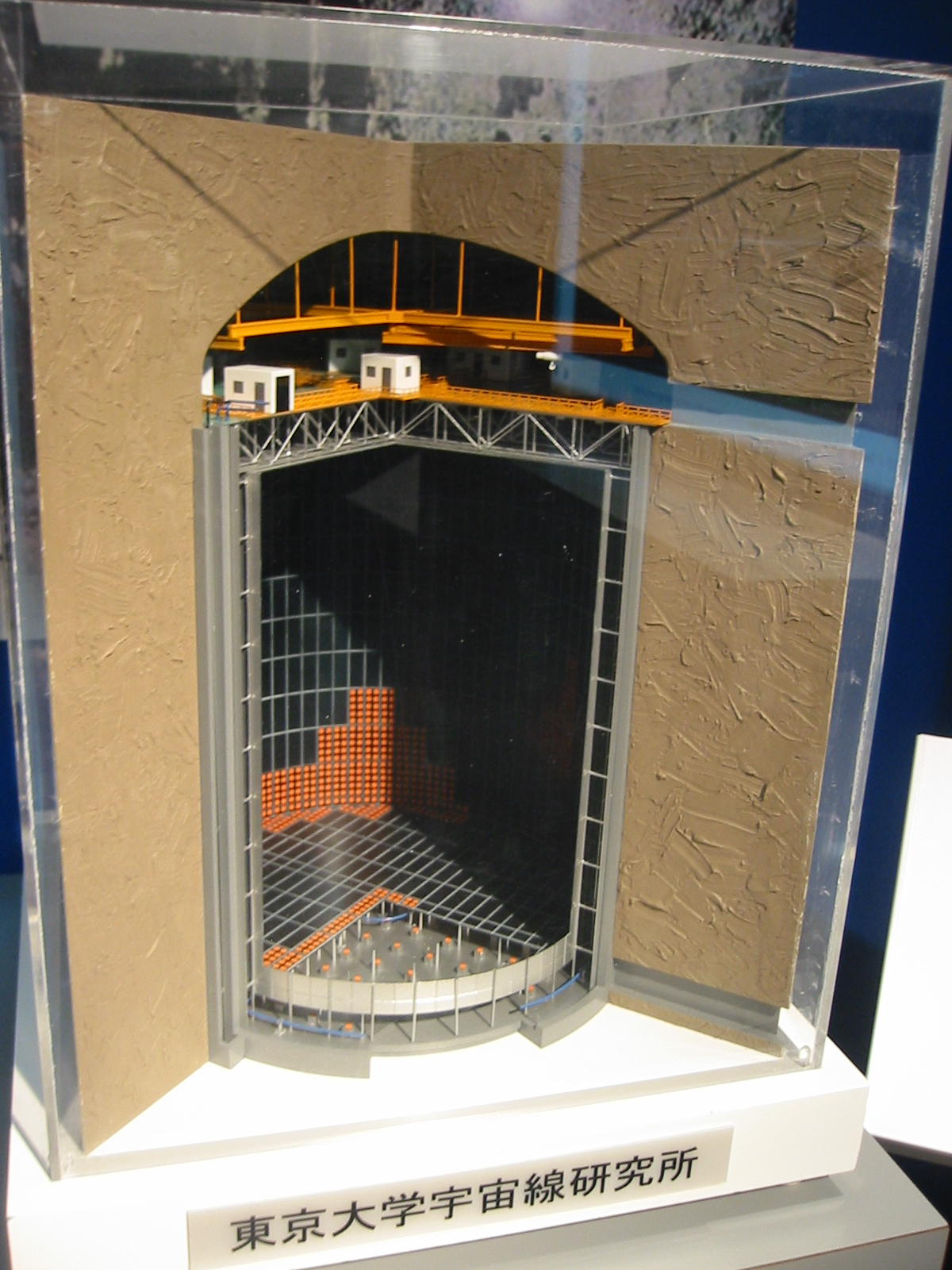
가미오칸데 모형

가미오칸데(KAMIOKANDE, 일본어: カミオカンデ)는 중성미자를 관측하기 위해 일본 기후현 가미오카 광산 지하 700m에 설치했던 물리학과 천문학 관측 장치다. '가미오칸데'(KamiokaNDE)는 가미오카 핵자(Nucleon)붕괴(Decay) 실험(Experiment)의 준말이다. 도쿄 대학 우주선연구소가 1982년에 짓기 시작해 1983년 4월에 준공했다. 당초 물질의 안정성을 실험하는 게 목적이었다. 원자핵속의 핵자 중 하나인 양성자가 붕괴하는지 확인하려고, 순수한 물 3,000톤을 담은 탱크를 설치했다. 물탱크 크기는 높이 16미터, 지름 15.6미터였다. 검출기는 1985년에 업그레이드 됐으며 중성미자 검출기로 전환됐다. 그리고 1987년 초신성 1987A가 내뿜은 중성미자를 검출하는 데 성공했다. 가미오칸데 실험은 1996년 슈퍼 가미오칸데 실험이 시작되면서 끝났다. 현재 그 위치에는 도호쿠 대학 대학원 이학연구과 부속 중성미자 과학연구센터의 반중성미자 검출기인 캄 랜드(KamLAND)가 건설되면서 2002년 1월 23일부터 가동을 시작했다.

## 같이 보기
- 슈퍼 가미오칸데
- 중성미자
- 중성미자 천문학